# Dicycla sulphurea
Dicycla sulphurea là một loài bướm đêm trong họ Noctuidae.